# Kelly Ayotte
Kelly Ann Ayotte (født 27. juni 1968) er en amerikansk politiker. Hun var senator og repræsenterede New Hampshire fra 2011 til 2017 og Det republikanske parti.